# Distretto di Marracuene
Il distretto di Marracuene è un distretto del Mozambico, facente parte della Provincia di Maputo.

## Suddivisioni amministrative
Il distretto è suddiviso in due sottodistretti amministrativi (posti amministrativi):
- Marracuene
- Machubo